# دیا کریستیانی
دیا کریستیانی (ایتالیایی: Dhia Cristiani؛ ‏ ۲۷ ژوئن ۱۹۲۱ - ۱۷ ژوئیه ۱۹۷۷) بازیگر و  صداپیشه اهل ایتالیا بود.
از فیلم‌ها یا مجموعه‌های تلویزیونی که وی در آن‌ها نقش داشته است، می‌توان به فروشگاه بزرگ، وسوسه و بله، مادام اشاره نمود.